# IC 5102
IC 5102 ist eine linsenförmige Galaxie vom Hubble-Typ S0 im Sternbild Pfau am Südsternhimmel. Sie ist schätzungsweise 410 Millionen Lichtjahre von der Milchstraße entfernt.
Das Objekt wurde am 28. September 1900 von DeLisle Stewart entdeckt.